# A BEST
《A BEST》（A 精選）是日本歌手濱崎步於2001年3月28日發行的精選輯。這張專輯為濱崎步的地位在唱片公司奠下了基礎，它是日本史上銷售量第六高的專輯，也是濱崎步歌手生涯銷量最高的音樂作品，同時首周的銷量紀錄，僅次於宇多田光的《Distance》，為全球史上於單一地區首周銷量第三高的專輯。

## 背景及銷售情況
2001年，在發行原創專輯《Duty》後的濱崎步正處於歌手生涯的巔峰，當時所發行的單曲或專輯銷量都能攻佔公信榜首位，輕鬆獲得百萬以上的銷量，愛貝克思趁勢計畫推出她的第一張精選輯。
3月，澀谷的街道上懸掛起《A BEST》的宣傳照以及濱崎步流眼淚的肖像。為了這張精選輯的宣傳活動，她大量的曝光於各大雜誌封面，架上陳列一整櫃都是以她與當時同天發售新專輯的宇多田光為封面的雜誌。
而此時，與濱崎步同樣人氣高漲的另外一位女歌手宇多田光亦準備發行其個人專輯《Distance》。儘管其音樂風格以節奏藍調為主，與濱崎步的日本流行音樂定位不同，但兩位同為紅極21世紀初的女歌手，而分別的兩張專輯發行日期都訂於同一日：2001年3月28日－－使「歌姬對決」的話題大肆蔓延。發行前，唱片行中已經貼滿形成強烈對比的黑灰色與綠色宣傳海報，雙方皆大量的放送廣告以及音樂錄影帶。距離發行的前五日，濱崎步精選輯不同的數個廣告開始依序強打，並且倒數3月28日的「銷售戰」，廣告結尾中的「avex trax」商標亦被改成「A BEST」加強精選輯印象。
第一周的銷售結果，濱崎步《A BEST》以些微的銷量稍微落後宇多田光的《Distance》300萬張，次週濱崎步則以51萬反勝宇多田光，之後幾十周的互相拉鋸，兩張專輯皆超越了400萬，躋身日本史上銷售量的前十位。
濱崎步在2004年日本電視台的紀錄片回顧這張精選的時候，她說身為一位歌手，應該是要引退了才能夠發精選輯，因此非常抗拒這項發行計畫。發行《A BEST》的計畫不是她自願進行的，她認為當時的曲子並沒有讓她滿意足以收進一張精選輯內，而她在專輯封面的設計以滴落的眼淚顯示她對唱片公司的不滿。
《A BEST》收錄的範圍含括了濱崎步出道至當時的三張專輯的內容，《A Song for ××》、《LOVEppears》以及《Duty》。收錄曲目中，濱崎步堅持重新錄製了〈A Song for ××〉、〈Trust〉、〈Depend on you〉、〈End roll〉四首歌曲。所有的歌曲亦經過了母帶重新後製（Remaster），將背景音效的音量降低，塑造「無聲」的感覺。配合她重新以當時聲線演繹的幾首舊曲，以及無論在填詞或旋律上貫穿整張專輯的孤獨以及對生命的不確定感，都為這張專輯帶來了強而有力的歌聲渲染。

## 十五週年紀念版
本作發行後於十五週年，再次於2016年3月28日發行紀念版《A BEST -15th Anniversary Edition-》，歌曲全部由來自洛杉磯的首席錄音工程師Stephen Marcussen進行重新混制。3月25日，〈A Song for ××〉、〈Trust〉、〈Depend on you〉三首歌曲的清唱版率先以數位下載形式發行。

## 曲目
| 曲序 | 曲目                      | 作曲              | 編曲               | 时长 |
| ---- | ------------------------- | ----------------- | ------------------ | ---- |
| 1.   | A Song for ××（重新錄製） | 星野靖彥          | 本間昭光           | 4:47 |
| 2.   | Trust（重新錄製）         | 木村貴志          | 本間昭光、木村貴志 | 4:49 |
| 3.   | Depend on you（重新錄製） | 菊池一仁          | 本間昭光 守尾崇    | 4:18 |
| 4.   | LOVE 〜Destiny〜          | 淳君              | 小林信吾、前嶋康明 | 4:55 |
| 5.   | TO BE                     | D・A・I           | 鈴木直人、D・A・I  | 5:20 |
| 6.   | Boys & Girls              | D・A・I           | 鈴木直人、D・A・I  | 3:55 |
| 7.   | Trauma                    | D・A・I           | 鈴木直人、D・A・I  | 4:18 |
| 8.   | End roll（重新錄製）      | D・A・I           | 鈴木直人、D・A・I  | 4:43 |
| 9.   | appears                   | 菊池一仁          | HΛL                | 5:39 |
| 10.  | Fly high                  | D・A・I           | HΛL                | 4:08 |
| 11.  | vogue                     | 菊池一仁          | 鈴木直人、菊池一仁 | 4:29 |
| 12.  | Far away                  | 菊池一仁、D・A・I | HΛL                | 5:36 |
| 13.  | SEASONS                   | D・A・I           | 鈴木直人           | 4:26 |
| 14.  | SURREAL                   | 菊池一仁          | HΛL                | 4:43 |
| 15.  | M                         | CREA              | HΛL                | 4:29 |
| 16.  | Who...                    | 菊池一仁          | 鈴木直人           | 5:36 |

| Bonus Track（15週年配信限定版） | Bonus Track（15週年配信限定版） | Bonus Track（15週年配信限定版） | Bonus Track（15週年配信限定版） |
| 曲序                            | 曲目                            | 作曲                            | 时长                            |
| ------------------------------- | ------------------------------- | ------------------------------- | ------------------------------- |
| 17.                             | A Song for ××（Acappella Ver.） | 星野靖彥                        | 4:47                            |
| 18.                             | Trust（Acappella Ver.）         | 木村貴志                        | 4:49                            |
| 19.                             | Depend on you（Acappella Ver.） | 菊池一仁                        | 4:18                            |

## 統計
| 榜單                              | 最高排名 | 銷量      | 在榜時數 |
| --------------------------------- | -------- | --------- | -------- |
| Oricon週間專輯榜 (2001年4月第2週) | 2        | 2,874,870 | 51週     |
| Oricon週間專輯榜 (2001年4月第3週) | 1        | 510,160   | 51週     |
| Oricon年間專輯榜 (2001年)         | 2        | —         | 51週     |
| Oricon總累積銷量                  | —        | 4,301,353 | 51週     |